# Banu Kab
Els Banu Kab (àrab: بنو كعب, Banū Kaʿb) són una tribu àrab antigament a l'Aràbia central i després a l'Iraq, establerta actualment al Khuzistan, a on s'haurien traslladat a partir del segle xvii. Les seves places fortes eren Dawrak, Kubban i Fallahiyya.
A la segona meitat del segle xviii i començament del segle xix van exercir una hegemonia regional al Khuzistan i foren un estat virtualment independent. Vegeu Fallahiyya.
Modernament s'han barrejat amb perses i han anat perdent la identitat. Les seves principals divisions són:
- Dris
- Mukaddam
- Khanafira
- Hazbih